# 三井耳介
三井耳介（学名：Aurila miii）为半花介科耳介屬下的一个种。